# Swoon (Prefab Sprout)
Swoon è il primo album del gruppo musicale britannico Prefab Sprout, pubblicato dall'etichetta Kitchenware nel marzo del 1984.

## Tracce
Testi e musiche di Paddy McAloon.
1. Don't Sing
2. Cue Fanfare
3. Green Isaac
4. Here on the Eerie
5. Cruel
6. Couldn't Bear to Be Special
7. I Never Play Basketball Now
8. Ghost Town Blues
9. Elegance
10. Technique
11. Green Isaac II